# Философия символических форм
«Философия символических форм» (нем. Philosophie der symbolischen Formen) — трёхтомное философское сочинение немецкого философа-неокантианца Эрнста Кассирера, опубликованное в Берлине 1923–1929 годах в 3 томах: «Язык» (1923), «Мифологическое мышление» (1925), «Феноменология познания» (1929). 
К числу основных символических форм Кассирер относит миф, религию, язык, искусство (в некоторых произведениях к их числу добавлялись наука, этика и история). Он полагает, что разные символические формы не могут быть сведены друг к другу: бытие произведения искусства в мире и его понимание не могут быть объяснены физикой, значение языка не может быть объяснено искусством, искусство не может быть объяснено историческим мышлением.
Основная идея его работы состоит в том, что мы, люди, формируем мир, в котором мы живём. Кассирер отрицает кантовское деление на феноменальный мир и ноуменальный. Кассирер даёт символическую трактовку трансцендентального. Человек, по Кассиреру, есть символизирующее животное (animal symbolicum). Наш опыт и реакция на мир определяется символическими отношениями. Мы, люди, как индивидуальные и коллективные субъекты, символизируем опыт, наделяем мир значениями и смыслом. Символ есть результат фиксации человеком своего опыта; он имеет одновременно идеальную (смысловую) и материальную (чувственную) природу, смысл воплощён в каком-то материальном носителе. Символ одновременно является и продуктом, и орудием символизирующих существ, создающих новые символы. Акт восприятия, по Кассиреру, символически нагружен: символизация и «оформление» необходимы для восприятия и опыта; восприятие всегда имеет предпосылки, заданные физиологией и предшествующим опытом, оно является направленным и избирательным. Эта идея единства восприятия и значения выражается им в понятии Symbolische Prägnanz – символическое запечатление или символическая прегнантность. Символические формы, таким образом, это процесс и продукт общественной деятельности человека как символизирующего животного. Символические формации  — различные области культуры и формы бытия человека как разумного существа.

## Первое издание
Cassirer E. Philosophie der symbolischen Formen. 3 Bde. 1. Auflage: Bruno Cassirer, Berlin, 1923–1929.
- Teil 1. Die Sprache, Berlin: Cassirer 1923, XII+293 S.
- Teil 2. Das mythische Denken, Berlin: Cassirer 1925, XVI+320 S.
- Teil 3. Phänomenologie der Erkenntnis, Berlin: Cassirer 1929, XII+559 S.